# هوارد سميث
هوارد كينجسبيري سميث (بالإنجليزية: Howard K. Smith)‏ (12 من مايو 1914م – 15 من فبراير 2002م) هو صحفي ومراسل إذاعي ومذيع تلفزيوني ومعلق سياسي وممثل سينمائي. كما أنه كان ضمن الصحفيين المبدعين الذين كان يُطلق عليهم اسم أولاد إدوارد مورو.

## فترة الطفولة
ولد سميث في 12 من مايو عام 1914م في فيريداي في أبرشية كونكورديا شرق لويزيانا بالقرب من مدينة ناتشيز، في ولاية مسيسيبي، حيث يُدعى والده هوارد كينجسبيري سميث، وكان يعمل حارسًا ليليًا، وينتمي إلى عائلةٍ فقيرةٍ ولكنها «تعيش على محصول مزرعتها» في قرية ليتسوورث، التي تقع في أبرشية بوينت كوبيه شمال باتون روج. وتُدعى والدته ميني جيتس، وهي ابنة ربَّان قارب نهري ينتمي إلى قبيلة كاجون.
التحق سميث بـ جامعة تولين التي تقع في نيو أورليانز، حيث درس اللغة الألمانية والصحافة. وبعد أن حصل هوارد على بكالوريوس الآداب في اللغة الألمانية والصحافة من جامعة تولين عام 1936م، انضم للعمل في إحدى السفن المتَّجهة إلى ألمانيا كعامل تخليص، حيث أتيحت له فرصة الدراسة في جامعة هايدلبرغ في فترةٍ وجيزة. وفي عام 1936م، عمل صحفيًا في نيو أورليانز لمدة عام قبل حصوله على منحة رودس من كلية ميرتون بـ جامعة أوكسفورد التي تخرج منها عام 1939م. وشارك سميث في النشاطات السياسية للطلاب، حيث احتج مرارًا على موقف رئيس الوزراء البريطاني نيفيل تشامبرلين اللَّين تجاه النازية. كما كان هوارد أول أمريكي يرأس رابطة العمال بجامعة أوكسفورد حيث رأسها خلال دراسته فيها.

## وصلات خارجية
- هوارد سميث على موقع IMDb (الإنجليزية)
- هوارد سميث على موقع إن إن دي بي (الإنجليزية)
- هوارد سميث على موقع قاعدة بيانات الفيلم (الإنجليزية)

- Museum of Broadcast Communications
- Who's Who in America, 1972 edition